# مؤتمر أنطاليا للتغيير في سوريا
كان مؤتمر التغيير في سوريا (بالتركية: Suriye'de Değişim Konferansı)‏، أو مؤتمر المعارضة في أنطاليا، مؤتمرًا استمر ثلاثة أيام لممثلي المعارضة السورية عقد في الفترة من 31 مايو إلى 3 يونيو 2011 في أنطاليا، تركيا. ومنذ الأيام الأولى للانتفاضة المدنية السورية، كان الثاني من نوعه، عقب اجتماع اسنطبول حول سوريا الذي جرى في 26 أبريل 2011.

## المشاركون
شارك في المؤتمر معارضون سوريون من أطياف متنوّعة هي:
- الإخوان المسلمون
- إعلان دمشق
- الأكراد
- العشائر
- شباب الاحتجاجات

## الهدف
هدف المؤتمر إلى دعم الاحتجاجات السورية 2011.